# Arnold Mvuemba
Arnold Mvuemba Makengo (Alençon, 28 de janeiro de 1985) é um futebolista francês que atua como meio-campista. Defende atualmente o FC Lorient.

## Carreira
Mvuemba começou sua carreira em 2002, no time de reservas do Rennes, onde alternaria suas participações na equipe titular.
Em 2007, foi cedido por empréstimo ao Portsmouth, onde, apesar de ter jogado apenas sete partidas e marcado um gol, contra o Watford, agradou à diretoria do Pompey, que o contrataria em definitivo no mesmo ano.
Com os problemas financeiros vividos pelo Portsmouth em 2009, Mvuemba regressaria à França para vestir a camisa do Lorient, onde participaria de 123 jogos antes de ser liberado pelos Merlus.
Em setembro de 2012, foi contratado pelo Lyon, numa troca envolvendo o também meio-campista Enzo Reale.

## Seleção
Mvuemba jogou pela Seleção Francesa Sub-21 entre 2005 e 2006, mas, ciente de que não teria chances na equipe principal, foi convocado para defender a Seleção da RD Congo, também em 2005.